# Parafia Niepokalanego Serca Maryi w Sośnie
Parafia Niepokalanego Serca Maryi w Sośnie – rzymskokatolicka parafia w Sośnie. Należy do dekanatu koronowskiego Diecezji pelplińskiej. Erygowana w 1966 roku.